# FF Issy
Der Football Féminin Issy oder kurz FF Issy ist ein Frauenfußballverein aus Issy-les-Moulineaux, einer Gemeinde, am südwestlichen Stadtrand von Paris gelegen. Seit Sommer 2020 trägt der Klub den Namen Grand Paris Seine Ouest 92 Issy beziehungsweise GPSO Issy.

## Geschichte
Gegründet wurde der Klub 1997 von den drei fußballbegeisterten Schwestern Edith, Merlyne und Mercedes Boharquez als Association EuroPeru. Seine ersten Spielerinnen rekrutierten sich aus im Großraum um Paris lebenden Peruanerinnen. 2001 nahm er den Namen FF Issy an und erweiterte seine Aktivitäten unter einer neuen Vereinsvorsitzenden. 2012 spielten rund 200 Mädchen und Frauen in diesem Verein. Seither hat sich der FF Issy – hinter Juvisy FCF, mittlerweile im Paris FC aufgegangen, und Paris Saint-Germain, aber noch vor der traditionsreichen VGA Saint-Maur – als dritte Kraft des Frauenfußballs in der Île-de-France etabliert. Im „Pandemie-Sommer 2020“ erfolgte eine weitere Umbenennung, und der Verein heißt nach dem Gemeindeverbund der westlichen Hauptstadtregion nun Grand Paris Seine Ouest 92 Issy, wobei 92 die Ordnungszahl des Départements Hauts-de-Seine ist.
Die Klubfarben sind Rot und Weiß; das Wappen ziert eine Eule. Ihre Heimspiele trägt Issys Ligafrauschaft im örtlichen Stade Jean-Bouin oder im Stade Gabriel Voisin aus.

## Ligazugehörigkeit und Erfolge
Issys Frauen spielten bis 2008 in der höchsten regionalen Liga und erreichten nach zwei aufeinanderfolgenden Aufstiegen 2009 die zweite französische Division. Zur Saison 2012/13 gelang ihnen zum ersten Mal der Aufstieg in die Division 1 Féminine, Frankreichs höchste Frauenliga. Diese mussten sie nach nur einem Jahr wieder verlassen, kehrten 2014 postwendend dorthin wieder zurück und konnten die Klasse erneut nicht halten. Anschließend dauerte es bis 2020, ehe Issy in die erste Division zurückkehrten. Daraus waren die Frauen als Tabellenelfte eigentlich umgehend wieder abgestiegen; aber weil es aufgrund der Corona-Pandemie keine Aufsteiger gab und die erste Liga nicht mit weniger als zwölf Teilnehmern ausgetragen werden darf, beließ der Landesverband das Team auch 2021/22 darin. Als erneut nur Elfte folgte dann Issys Abstieg.
Im Landespokalwettbewerb hatte der FF sich 2005/06 überraschend erstmals für die landesweite Hauptrunde qualifiziert, in der die Frauen seit 2009 mit einer Ausnahme regelmäßig vertreten sind. Am erfolgreichsten waren sie dabei 2009/10, als sie bis ins Achtelfinale vorstießen.

## Bekannte Spielerinnen
- Salma Amani, 2019/20
- Nonna Debonne, 2014/15 und seit 2017
- Inès Jaurena, 2012/13
- Ella Kaabachi, 2017–2021
- Charlotte Lozé, 2012–2016
- Gwenaëlle Migot, 2011–2014
- Pauline Peyraud-Magnin, 2014/15